# Nicolaas Calkoen (1753-1817)
Nicolaas Calkoen (Amsterdam, 22 januari 1753 - aldaar, 1 januari 1817), heer van Kortenhoef, was een Amsterdamse advocaat uit de familie Calkoen. Hij was raad in de Admiraliteit van Amsterdam, schepen, lid van de Raad van State en gedeputeerde ter Staten-Generaal voor de provincie Holland en West-Friesland.

## Loopbaan

### Vroege loopbaan
Nicolaas Calcoen, zoon van Abraham Calkoen en Agnis Catharina Bicker, had tussen 1759 en 1763 de Zwitserse theoloog Jean-Laurent Garcin als gouverneur. Hij werd op 29 mei 1772 te Utrecht tot doctor in de wijsbegeerte en meester der vrije kunsten bevorderd op een dissertatio philosofica sistens observationes quasdam hydraulicas. Hij promoveerde op 31 mei 1774 tot doctor in de rechten, na zijn verdediging van het proefschrift dissertatio de religione judicis. In 1777 werd hij in Amsterdam commissaris van zeezaken, in 1778 voor het eerst schepen en in 1782 lid van de vroedschap, waarin hij ook al spoedig veel invloed kreeg. In een patriottisch pamflet uit die tijd werd geschreven: In Amsterdam is een ondeugende Rendorp, met de listige gewezen Calkoen; dezelfde indertijd zo ondeugende jongen, de raad Calkoen, aan het hoofd van die verdoemde fractie, waarin een brutale Dedel en laffe Beels... als hoofdacteurs meespelen.
Op 21 april 1787 werd Calkoen, met acht andere leden der vroedschap, door de Patriotten afgezet; mr. J.C. Hespe werd later vervolgd omdat hij bij deze gelegenheid handtastelijkheden tegen hem zou hebben gepleegd. In het college van schepenen, waarvan hij in 1787 deel uitmaakte, bleef hij echter zitting houden en na tussenkomst van een Pruisische leger onder de hertog van Brunswijk werd hij in zijn functie als lid van de vroedschap hersteld. Calkoen was vervolgens, van 1790-1792, gedeputeerde der Staten-Generaal en van 1793-1795 gedeputeerde in de Raad van State. In de laatste hoedanigheid deed hij het voorstel een verklaring te richten aan de Staten-Generaal, waarbij de Raad van State zich buiten verantwoording stelde voor het voortzetten van de oorlog. Op 20 oktober 1794 werd dit voorstel aangenomen. Calkoen werd op 18 januari 1795 door de Staten van Holland met Van Boetzelaer van Kijfhoek afgevaardigd naar het hoofdkwartier van generaal Pichegru te Utrecht; in een onderhoud, dat drie uur duurde, probeerden beiden tevergeefs de Franse representanten over te halen tot het openen van onderhandelingen voor de vrede. Het was echter al te laat; op zondag 19 januari werd een "fluwelen" revolutie te Amsterdam uitgeroepen en de volgende dag werd ook Calkoen uit de stedelijke regering gezet.

### Napoleontische tijd
Toen in 1799 een contra-revolutie werd uitgeroepen  werd hij genoemd onder de personen die zitting zouden kunnen nemen in de landraad, die als voorlopig bestuur zou optreden. Na de verklaring van Oranienstein op 26 december 1801, waarbij Willem V zijn aanhangers vergunde staatsbetrekkingen te aanvaarden, wilde Calkoen weer in de politiek terugkeren. Hij was graag gezant te Parijs geworden maar daarop was voor hem, als Oranje-man, geen kans. Op 21 juni 1802 nam Calkoen zitting in het Departementaal Bestuur van Holland en in oktober werd hij met Bicker op het tweetal gezet voor de keuze van een lid van het Staatsbewind, ter vervanging van Pijman maar Bicker werd toen gekozen. Op 6 december 1904 werd Calkoen door het Departementaal Bestuur van Amsterdam benoemd tot lid van de Raad van Amsterdam; hij bleef in deze functie werkzaam tot tijdens het koningschap en de inlijving. In het Provisioneel Bestuur, dat op 16 november 1813 optrad, nam hij geen zitting maar wel in de op 31 december 1813 geïnstalleerde nieuwe raad, totdat hij in het begin van 1816 op zijn verzoek door de koning werd ontslagen.
Onder Lodewijk Napoleon was hij eerst staatsraad en later lid van het wetgevend lichaam. Hij werd met Van Kinsbergen en anderen benoemd tot lid van een commissie tot het inrichten der openbare en koninklijke scholen, het bevorderen der wetenschap en het aanmoedigen van geleerden. In 1814 maakte hij deel uit van de Vergadering van Notabelen en op 6 april werd hij door de souvereine vorst benoemd tot lid van de Staten-Generaal der Verenigde Nederlanden terwijl hij in augustus 1815 lid was van de dubbele vergadering. In 1807 werd Calkoen door een Fransman gekenschetst als homme à talens, fin, rusé, très ambitieux avec l'air de ne soucier de rien en in 1811 stond hij op de lijst van genodigden tot de feesten bij het bezoek van Napeleon aan Amsterdam; achter Calkoens naam stond vermeld: fortune considérable, partisan déclaré de l'aristocratie municipale; talens très distingués, caractère haut, allié a une famille dont les opinions cadrent avec les siennes; influence assez considérable.
Calkoen was eigenaar van het Huis Voordaan onder Maartensdijk en werd bij Koninklijk Besluit van 24 november 1816 in de adelstand verheven. Hij trouwde op 21 mei 1779 te Breukelen met Sara Maria van Loon; ze kregen negen kinderen.